# San Quirico (Capodistria)
San Quirico (in sloveno Sočerga) è un insediamento di 66 abitanti del comune sloveno di Capodistria, situato nella Savrinia. È a circa 16 km a sud-est dal capoluogo comunale, su un colle che sovrasta la strada che da San Sergio (Črni Kal) porta a Pinguente (Buzet) in Croazia.

## Storia

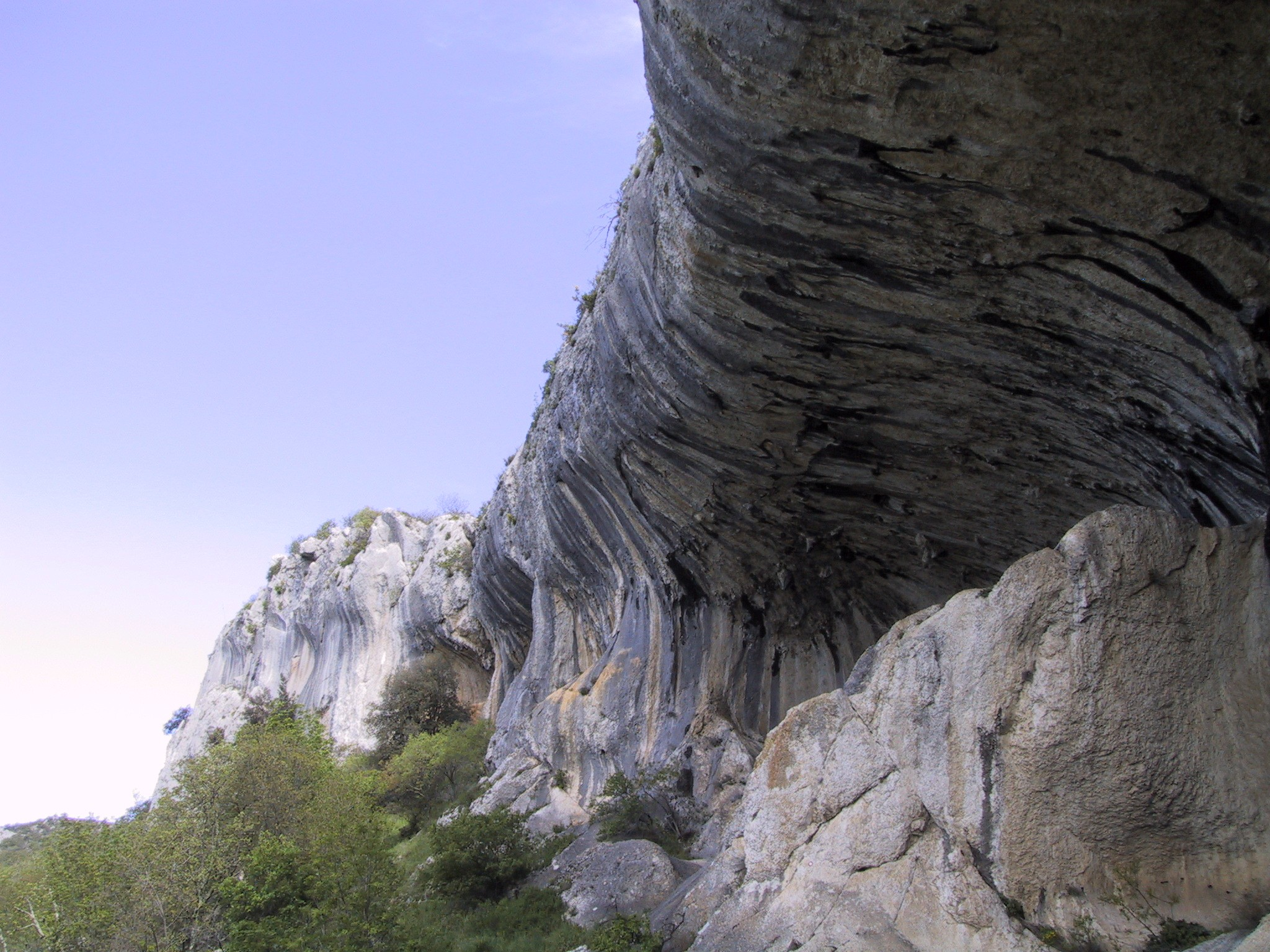
"Orecchie dell'Istria" vicino a San Quirico

Il colle, su cui sorge San Quirico, fu un castelliere protostorico abitato dai Celti Subocrini; Poi, sullo stesso colle, dominante sulla valle del Brazzana (Reka/Bračana), i Romani vi costruirono un loro abitato.

Nel 1028, allorché l'imperatore Corrado II il Salico donò il paese al patriarca di Aquileia, questo fu nominato col nome di S. Siro, toponimo che si ritrova poi anche in un atto del 1540. Nel 1275 circa, S. Sirico, come veniva allora chiamato il paese, fu dato in pegno a Biaquino, signore di Momiano, che prestò del denaro al patriarca Raimondo; nel 1298 venne poi riscattato.

Nel XIV secolo venne stanziata nella campagna circostante della popolazione slava che tramutò il nome da San Sirico a Sočerga che rimase il nome più usato.

In sloveno il nome San Quirico (Sv Kvirik) è ancora presente ma si rivolge agli omonimi monte e chiesa nelle vicinanze.
Il patriarca Nicolò di Lussemburgo, nel 1356, diede in usufrutto e in custodia il feudo ad Isacco Turini, banchiere oriundo fiorentino residente a Cividale. Nel 1397 subentrarono poi i fratelli Sclavolino e Baldacco dei Sabini di Capodistria che però vennero espropriati in seguito del possesso dal marchese imperiale Bernardo; come reazione il patriarca Gaetani né intimò la restituzione ai legittimi proprietari. Anche per questo, nel 1405, San Quirico si unì assieme a Pinguente, Rozzo, Colmo, Nugla e Marcenigla in una lega per protestare contro il marchese d'Istria, a difesa dei loro antichi diritti e consuetudini.

Nel 1420 divenne dominio veneziano per poi passare dopo vent'anni, come parte della Signoria dei Pietra Pelosa (Kaštel), in feudo alla famiglia piranese dei Gravisi alla quale i Veneziani affidarono il marchesato.

Nel 1615, durante la guerra tra Veneziani e Austriaci, subì le orde uscocche che la saccheggiarono.

Il dominio della Serenissima durò fino al 1797 quando divenne austriaca. 

Fino all'invenzione dei mezzi a motore e la scomparsa delle bestie da soma, ai piedi della collina del paese si trovava un fabbro dove la gente si fermava a ferrare i cavalli, come il microtoponimo batifer, ancora presente, sta a testimoniare.
Dapprima appartenente dell'Adriatisches Küstenland fino al 1918, anno in cui fu assegnato all'Italia, insieme alla quasi totalità della Venezia Giulia. Dopo la seconda guerra mondiale, San Quirico fu assegnato alla Repubblica di Jugoslavia con il Trattato di Pace di Parigi del 1947.

## Corsi d'acqua
Fiume Brazzana (Reka/Bračana)

## Monti principali
Monte San Quirico (Sv Kirk), 408 m.